# 丸いお尻が許せない
「丸いお尻が許せない」（まるいおしりがゆるせない）は、1993年1月21日に発売されたKANの14作目のシングル。

## 概要
アルバム『TOKYOMAN』（1993年2月25日発売）からの先行シングル。テレビ朝日系「特選!美味しいTV」エンディングテーマ。
「30歳になったらエロソングを作りたい」と考えていたKANが、30歳を迎えた年に満を持して制作した楽曲。
シングル・ヴァージョンはアウトロ途中でフェイドアウトするが、アルバム・ヴァージョンではアウトロに「お尻～」という新たなコーラスが入り、カットアウトしている。

## 収録曲
全曲　作詞・作曲：KAN　編曲：小林信吾/KAN
1. 丸いお尻が許せない
2. Long Vacation（'92福岡国際マラソンイメージソング）
3. 丸いお尻が許せない（オリジナル・カラオケ）